# دالة كمولة تربيعيا
دالة كمولة تربيعيا، أو دالة {\displaystyle L^{2}}، هي دالة قيوسة لها قيمة حقيقية - أو مركبة بحيث أن تكامل مربع القيمة المطلقة منتهي. وبذا يكون الكمول التربيعي على الخط الحقيقي {\displaystyle (-\infty ,+\infty )} مُعَرَّف على النحو التالي.
| {\displaystyle f:\mathbb {R} \to \mathbb {C} {\text{ square integrable}}\quad \iff \quad \int _{-\infty }^{\infty }\|f(x)\|^{2}\,\mathrm {d} x<\infty } |

من الممكن أيضًا تعريف الكمول التربيعي على فترات محددة مثل {\displaystyle [a,b]} و {\displaystyle a\leq b}.
| {\displaystyle f:[a,b]\to \mathbb {C} {\text{ square integrable on }}[a,b]\quad \iff \quad \int _{a}^{b}\|f(x)\|^{2}\,\mathrm {d} x<\infty } |

تعريف مكافئ آخر هو أن تربيع الدالة نفسها (عوضًا عن قيمتها المطلقة) هو كمولة لوبيغ. ولكي يكون هذا صحيحًا، يجب أن يكون تكامل كلا الجزأين الموجب والسالب للجزء الحقيقي والتخيلي منتهي.
يشكل الفضاء المتجهي للدوال الكمولة تربيعيًا (فيما يتعلق بمقياس لوبيغ) فضاء دوال كمولية Lp حيث {\displaystyle p=2}.
من بين فضاءات L p، تعد فئة الدوال الكمولة تربيعيا ({\displaystyle p=2}) فريدة من نوعها في كونها متوافقة مع فضاء الجداء الداخلي، مما يسمح بتعريف مفاهيم مثل الزاوية والتعامد. بالإضافة للجداء الداخلي، تشكل الدوال الكمولة تربيعيا فضاء هيلبرت، لأن جميع فضاءات L p مكتملة تحت قيم المعيار من درجة p (بالإنجليزية: p-norms) المنتمية له.
غالبًا ما يستخدم المصطلح ليس للإشارة لدالة معينة، ولكن لفئات متكافئة من الدوال المتساوية حيثما كان تقريبًا "Almost everywhere".

## الخصائص
الدوال الكمولة تربيعيًا (بالمعنى المشار اليه سابقا حيث «الدالة» في الواقع تعني فئة متكافئة من الدوال التي تتساوى في كل مكان تقريبًا) تشكل فضاءًا للجداء الداخلي، حيث يعرف الجداء الداخلي كالتالي:
{\displaystyle \langle f,g\rangle =\int _{A}{\overline {f(x)}}g(x)\,\mathrm {d} x}
حيث
- {\displaystyle f} و {\displaystyle g} هي دوال كمولة تربيعيًا،
- {\displaystyle {\overline {f(x)}}} هو المرافق المركب لـ {\displaystyle f(x)}،
- {\displaystyle A} هي المجموعة التي يتم التكامل عليها — راجع التعريف الأول (الوارد في المقدمة بالأعلى)، {\displaystyle A} في أول تعريف لها هي {\displaystyle (-\infty ,+\infty )} ؛ وفي التعريف الثاني {\displaystyle A} هي {\displaystyle [a,b]}.

ولأن {\displaystyle |a|^{2}=a\cdot {\overline {a}}}، قابلة للتكامل تربيعيا، فكأننا قلنا:
{\displaystyle \langle f,f\rangle <\infty .\,}
يمكن إظهار أن الدوال الكمولة تربيعيا تشكل فضاءًا متريًا كاملًا تحت القياس الناتج عن الجداء الداخلي الموضح أعلاه. يُطلق على الفضاء المتري الكامل أيضًا فضاء كوشي "Cauchy space"، لأن المتتاليات في مثل هذه الفضاءات المترية تتقارب إذا وفقط إذا كانت كوشية. الفضاء المكتمل تحت قياس بمعيار هو فضاء باناخ. لذا، فإن فضاء الدوال الكمولة تربيعيا هو فضاء باناخ، تحت القياس بمعيار، وهو بدوره نتج عن الجداء الداخلي. ونظرًا لأن لدينا خاصية إضافية وهي الجداء الداخلي، فهذا الفضاء تحديدًا هو فضاء هيلبرت، لأن الفضاء مكتمل تحت القياس الناتج عن الجداء الداخلي.
يُشَار إلى فضاء الجداء الداخلي هذا بالرمز {\displaystyle \left(L_{2},\langle \cdot ,\cdot \rangle _{2}\right)} وكثيرا ما يختصر كـ {\displaystyle L_{2}}. لاحظ أن {\displaystyle L_{2}} يشير إلى مجموعة الدوال القابلة للتكامل (كمولة) تربيعيا، ولكن بدون تحديد للقياس أو المعيار أو الجداء الداخلي. المجموعة {\displaystyle L_{2}}، مع الجداء الداخلي {\displaystyle \langle \cdot ,\cdot \rangle _{2}} يحدد فضاء الجداء الداخلي.
فضاء الدوال الكمولة تربيعيا هو فضاء Lp حيث {\displaystyle p=2}.

## أمثلة
- {\displaystyle {\frac {1}{x^{n}}}} ، مُعَرَّفَة على (0,1)، هي في L 2 للقيم {\displaystyle n<{\frac {1}{2}}} ولكن ليست معرفة للقيمة {\displaystyle n={\frac {1}{2}}}.[3]
- الدوال المحدودة، مُعَرَّفَة على [0,1]. هذه الدوال موجودة أيضًا في فضاء L p، لأي قيمة لـ p.[7]
- {\displaystyle {\frac {1}{x}}}، مُعَرَّفَة على {\displaystyle [1,\infty )}.[7]

## أمثلة مضادة
- الدالة {\displaystyle {\frac {1}{x}}}، مُعرَّفة على [0,1]، حيث تكون القيمة عند 0 اختيارية (أي قيمة). علاوة على ذلك، هذه الدالة ليست في فضاء L p لأي قيمة لـ p في {\displaystyle [1,\infty )}.